# KZ-Außenlager „RAW Jena“

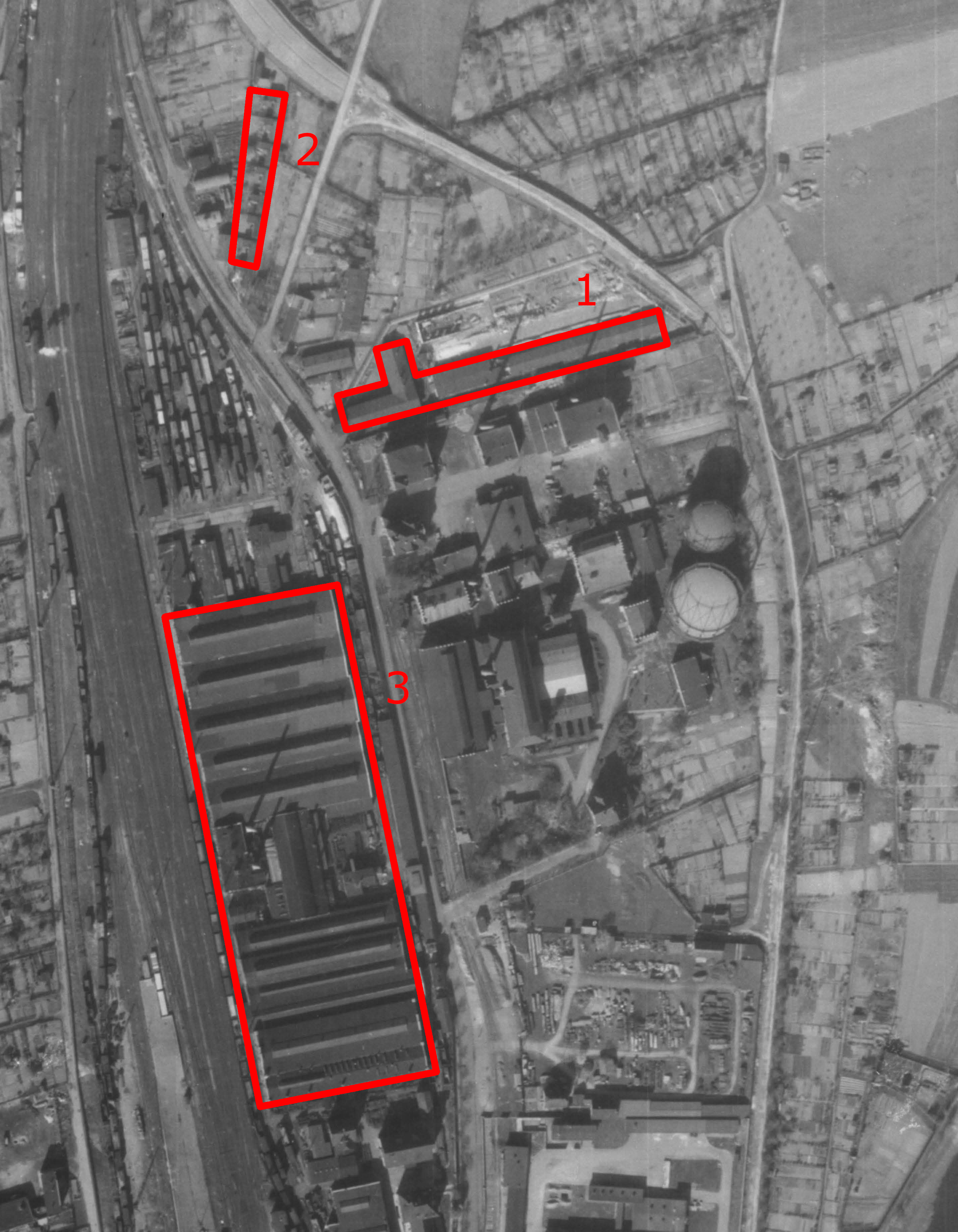
1 – KZ-Außenlager Jena
2 – Waggonlager für Jüdinnen und Juden
3 – RAW Jena

Das KZ-Außenlager „RAW Jena“ (Abk. für Reichsbahnausbesserungswerk) war ein Außenlager des KZ Buchenwald, in dem von September 1944 bis April 1945 über eintausend Menschen interniert waren. Mehr als die Hälfte der Häftlinge kam aus der Sowjetunion und Polen. Mehrere dutzend KZ-Häftlinge sind im KZ-Außenlager gestorben.

## Barackenlager
Beim „RAW Jena“ arbeiteten ab 1940 polnische Zwangsarbeiter, die im „Arbeitslager Schützenhof“ untergebracht waren. Von 1940 bis 1942 wurden an der Löbstedter Straße weitere Baracken für Zwangsarbeiter errichtet, die in Akten als „Lager 2“ oder „Russenlager“ bezeichnet wurden. In der Nähe des späteren KZs befand sich bereits ab 1934 ein Wohnlager für Jenaer Jüdinnen und Juden. Sie wurde dort in Waggons untergebracht, nachdem sie aus ihren Wohnungen vertrieben wurden. Über das Stadtgebiet verteilt wurden von 1940 bis 1945 weitere ähnliche Barackenstandorte errichtet. Insgesamt sind 23 derartige Barackenstandorte dokumentiert. Sie waren in unmittelbarer Nähe zu Wohn- und Arbeitsorten der Jenaer Stadtbevölkerung und für diese im Alltagsleben präsent.

## Außenlager des KZ Buchenwald
Ab September 1944 wurden die Zwangsarbeiter in ein anderes Lager verlegt und auf dem Areal ein Außenlager des KZ Buchenwald errichtet. Auf Anordnung des Reichsverkehrsministeriums sollten tausend KZ-Häftlinge im RAW beschäftigt werden. Im Januar 1945 waren im KZ-Außenlager 942 Häftlinge untergebracht.
Im April 1945 wurde das Lager aufgelöst und die verbliebenen Häftlinge mit der Eisenbahn in das KZ Colditz verlegt. Ein Luftangriff auf den Zug ermöglichte zwischen 30 und 80 Häftlingen einen Fluchtversuch.

## Nach der Auflösung

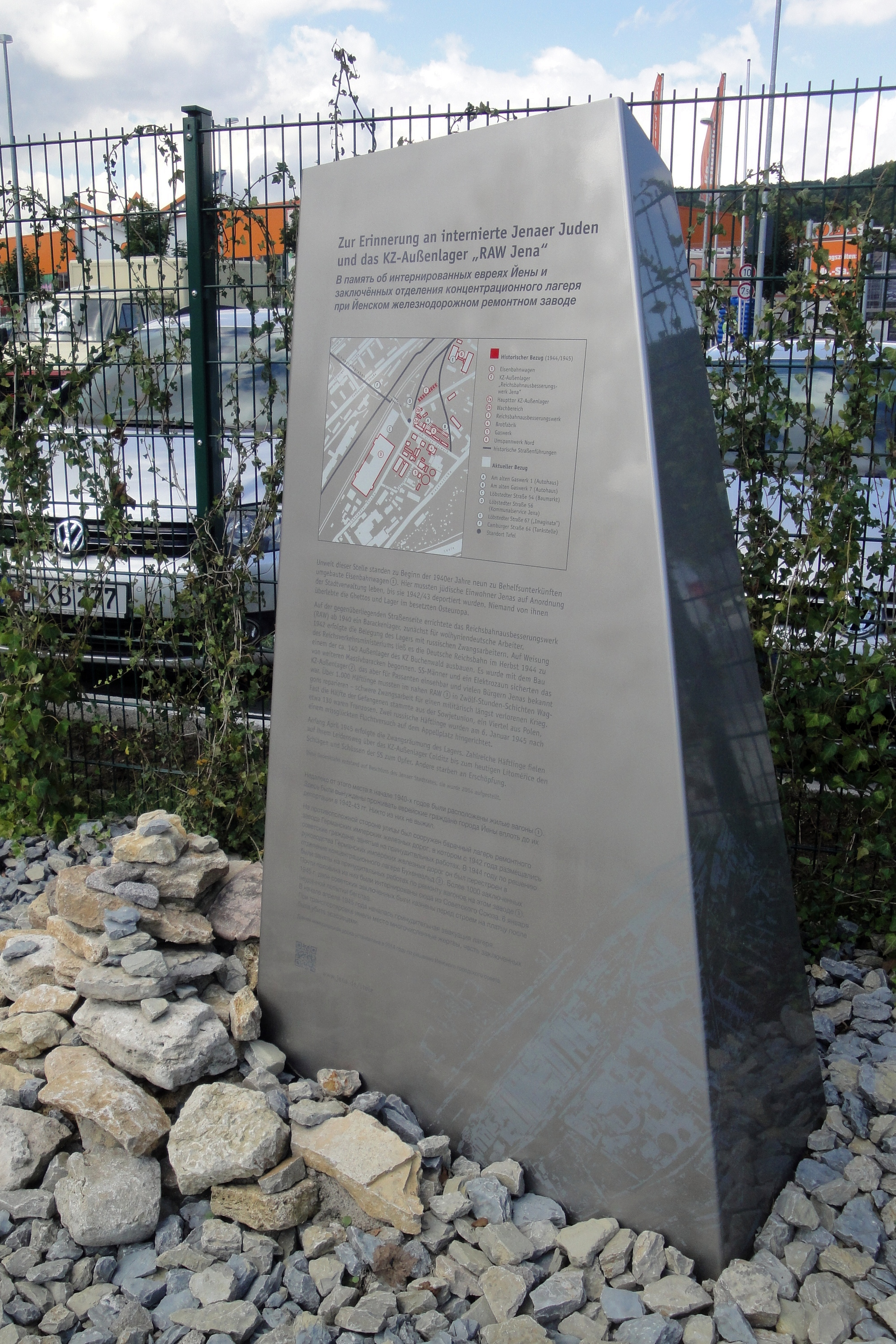
Gedenkstele am ehemaligen Standort des KZ-Außenlagers „RAW Jena“

Über eine Strafverfolgung der Täter ist wenig bekannt. Es gibt keine Hinweise darauf, dass gegen den Betriebsleiter des RAW Jena ermittelt wurde. Der für den Arbeitsablauf in den Reparaturwerkstätten zuständige Reichsbahninspekteur Martin Spreitz wurde zu anderthalb Jahren Gefängnis verurteilt, nachdem ihm von mehreren Gefangenen Misshandlungen vorgeworfen wurden.
Am ehemaligen Standort der Baracken des KZ-Außenlagers befinden sich jetzt Autohäuser, am Standort des Reichsbahnausbesserungswerks befindet sich jetzt ein Baumarkt. Auf Initiative des Jenaer Stadtrats wurde 2014 eine Stele am ehemaligen KZ-Außenlager aufgestellt.